# Asaf
Asaf (אסף) – postać biblijna ze Starego Testamentu. Lewita, który prowadził śpiew za panowania króla Dawida.

## Rys biblijny
Według 1 Krn 6, 33-47 był potomkiem Gerszoma, syna Lewiego. Biblia przedstawia go jako lewitę i muzyka, odgrywającego znaczącą rolę w kulcie JHWH za czasów Dawida. Według Ezd 3,10 jego potomkowie są spadkobiercami przodka, który był ważną osobą w muzykalnym uwielbieniu Najwyższego. Służyli w Świątyni jako śpiewacy. Jego wnuków wymienia się jako jedynych śpiewaków lewickich, którzy powrócili z babilońskiego wygnania, by nadal prowadzić uwielbienie w świątyni. Według Księgi Kronik Asaf wraz z Hemanem i Etanem grali na cymbałach spiżowych. Został przełożonym śpiewaków przy Świątyni Jerozolimskiej wybudowanej przez Salomona. Asaf wymieniany jest na pierwszym miejscu wśród śpiewaków, może to oznaczać, że pełnił wśród nich najważniejszą rolę.

## Psalmy
Asafowi przypisywane jest autorstwo psalmów 50, 73-83. Jego imię pojawia się w nagłówkach dwunastu utworów Psałterza. Pierwszy z psalmów można znaleźć w drugiej księdze (Ps 50), pozostałe jedenaście w księdze trzeciej (Ps 73-83). Nagłówki z jego imieniem w psalmach nie przesądzają jednak autorstwa. Mogły to być psalmy mu dedykowane. Psalmy Asafa charakteryzuje częste używanie nazwy Syjon, rzadziej Jeruzalem. Raz wykorzystano słowo Salem. W psalmach występuje również Lewiatan. Powstanie-spisanie utworów można datować na okres niewoli babilońskiej, choć niektóre mogą być wcześniejsze.